# Saskatoon Massey Place (circonscription saskatchewanaise)
Pour les articles homonymes, voir Saskatoon (homonymie), Massey Place et Mount Royal.
Circonscription électorale provinciale du Canada
Saskatoon Massey Place (initialement Saskatoon Mount Royal)  est une circonscription électorale provinciale de la Saskatchewan au Canada. Elle est représentée à l'Assemblée législative de la Saskatchewan de 1995 à 2016.

## Géographie
La circonscription comprenait les quartiers de Dundonald (en), Caswell Hill (en), Massey Place (en), Hampton Village (en), Westview (en) et Hudson Bay Park (en).

## Liste des députés
| Parlement                                                            | Années                | Député                | Député                | Parti                 |
| Saskatoon Mount Royal                                                | Saskatoon Mount Royal | Saskatoon Mount Royal | Saskatoon Mount Royal | Saskatoon Mount Royal |
| -------------------------------------------------------------------- | --------------------- | --------------------- | --------------------- | --------------------- |
| 23e                                                                  | 1995–1999             |                       | Eric Cline (en)       | Néo-démocrate         |
| 24e                                                                  | 1999–2003             |                       | Eric Cline (en)       | Néo-démocrate         |
| Saskatoon Massey Place                                               |                       |                       |                       |                       |
| 25e                                                                  | 2003–2007             |                       | Eric Cline (en)       | Néo-démocrate         |
| 26e                                                                  | 2007–2011             | Cam Broten            |                       | Néo-démocrate         |
| 27e                                                                  | 2011–2016             | Cam Broten            |                       | Néo-démocrate         |
| Circonscription dissoute dans Saskatoon Westview et Saskatoon Centre |                       |                       |                       |                       |

## Résultats électoraux
Saskatoon Massey Place (2003-2016)

Saskatoon Mount Royal (1995-2003)